# Тихомир Мустаков
Тихомир Койчев Мустаков е български офицер, подполковник.

## Биография
Роден е на 17 април 1899 г. в Кнежа. През 1922 г. завършва Военното училище в София. В периода 10 септември 1944 – 3 ноември 1944 е командир на осемнадесети пехотен етърски полк. От 1 октомври 1944 г. с министерска заповед № 142 е назначен за временно изпълняващ длъжността командир на тридесет и трети пехотен свищовски полк. През 1945 г. е назначен за помощник-интендант на шеста пехотна бдинска дивизия. Уволнен през 1946 г. Награждаван е с орден „За храброст“ IV ст., 2 кл.

## Военни звания
- Подпоручик – 1 април 1922
- Поручик – 6 май 1925
- Капитан – 1 май 1934
- Майор – 6 май 1940
- Подполковник – 6 май 1943